# Slag bij Cabin Creek
De Slag bij Cabin Creek vond plaats op 1 juli 1863 in Mayes County Oklahoma tijdens de Amerikaanse Burgeroorlog.
De First Kansas Colored Infantry, onder leiding van kolonel James M. Williams, begeleidde een bagagetrein van Fort Scott, Kansas naar Fort Gibson in Oklahoma. Toen Williams de oversteekplaats van Cabin Creek naderde, ontving hij inlichtingen over een mogelijke hinderlaag. De Zuidelijke kolonel Stand Watie wachtte met een 1.600 tot 1.800 de Noordelijken op. Watie wachtte nog op 1.500 soldaten versterking onder leiding van brigadegeneraal William L. Cabell voor hij tot de aanval zou overgaan. Door de hoge stand van het water kon Cabell niet doorstoten om Watie te versterken. Williams viel de Zuidelijken aan met een artilleriebarrage en twee cavaleriecharges. De Zuidelijken sloegen op de vlucht waarna Williams de bagagetrein veilig tot in Fort Gibson bracht.